# Cristòfor de Lícia
|  | Per a altres significats, vegeu «Cristòfor». |

Cristòfor de Lícia (grec antic: Χριστόφορος, literalment ‘que porta Crist’), també conegut com a Sant Cristòfol, és un sant cristià, sobre l'origen del qual les distintes tradicions cristianes estan en desacord. És un sant llegendari, l'existència del qual és improbable.

## Llegendes

### Catòlica
El text més antic de les Actes del sant, en llatí, és del segle vii, però serà la Llegenda àuria de Iacopo da Varazze la via de difusió de la llegenda a l'Europa catòlica.
La tradició catòlica, el descriu com un gegant cananeu, que abans de la seua conversió al cristianisme ajudava els viatgers a travessar un perillós gual portant-los sobre les espatlles; vivia sol al bosc de la vora i es deia Reprobus. Altres tradicions situen el lloc a Lícia. La llegenda afirma que en una ocasió, va ajudar un xiquet a travessar el riu; sorprès pel pes de l'infant, major a cada pas que feia, el nen, que era Jesús, li va dir que era perquè portava sobre la seua esquena els pecats de tot el món, i després d'això va batejar el gegant i li va encomanar la prèdica. El nom de Cristòfol, del grec Χριστόφορος, Christóforos, ‘portador de Crist’, li vindria d'aquest fet. La llegenda, considerada apòcrifa des d'antic, continua essent popular.
Una tradició indica que Cristòfor va ser el fill únic d'un rei cananeu i que havia nascut a Tir o Sidó amb el nom de Relicto. Per servir «el rei més gran de la Terra», es va allistar a l'exèrcit de l'emperador romà, que era Gordià III, a punt d'entrar en guerra amb els perses.
Algunes fonts llatines i gregues més antigues registren un màrtir anomenat Cristòfor, originari d'una tribu nord-africana. Capturat per les tropes romanes al començament del segle iv, va ser obligat a allistar-se com a legionari i traslladat a prestar servici en una guarnició romana prop d'Antioquia, on va ésser batejat pel bisbe Bàbiles d'Antioquia i, a conseqüència d'això va ésser perseguit i mort.

### Ortodoxa
En la tradició ortodoxa, la tradició es transmet a la Passio sancti Christophori martyris. Cristòfor, anomenat Reprobatus (Rèprobe), era un soldat de l'exèrcit romà de singular grandària, provinent d'una tribu amaziga, que va predicar la fe cristiana entre els seus companys, després d'haver realitzat nombrosos miracles. Dues dones, Niceta i Aquilina, van intentar seduir-lo, però van ésser convertides. Finalment, va ésser executat pel governador d'Antioquia durant el regnat de l'emperador Deci.
Per a les esglésies ortodoxes, la historicitat de Cristòfor no està en dubte.

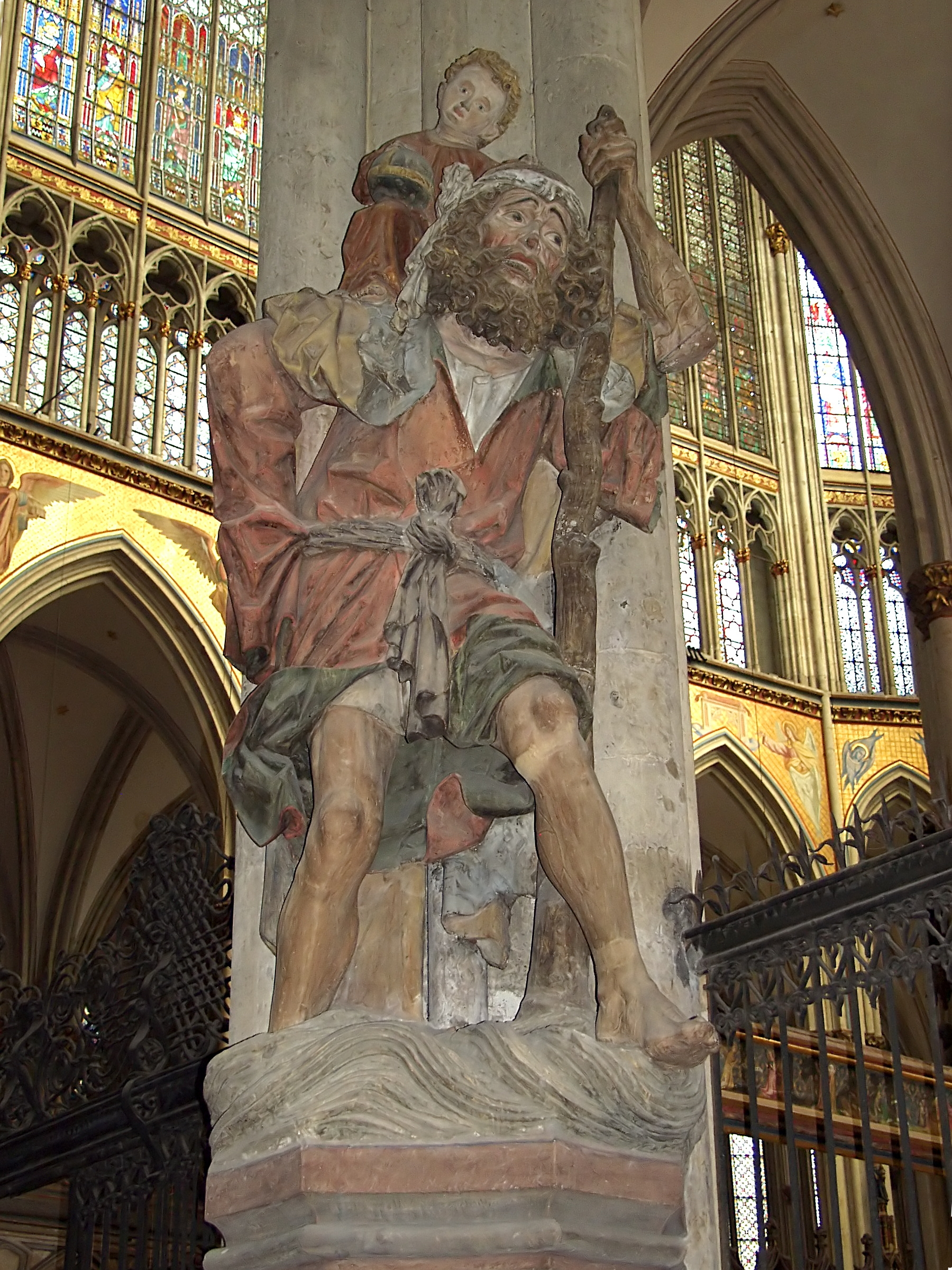
Escultura a la catedral de Colònia, 1470
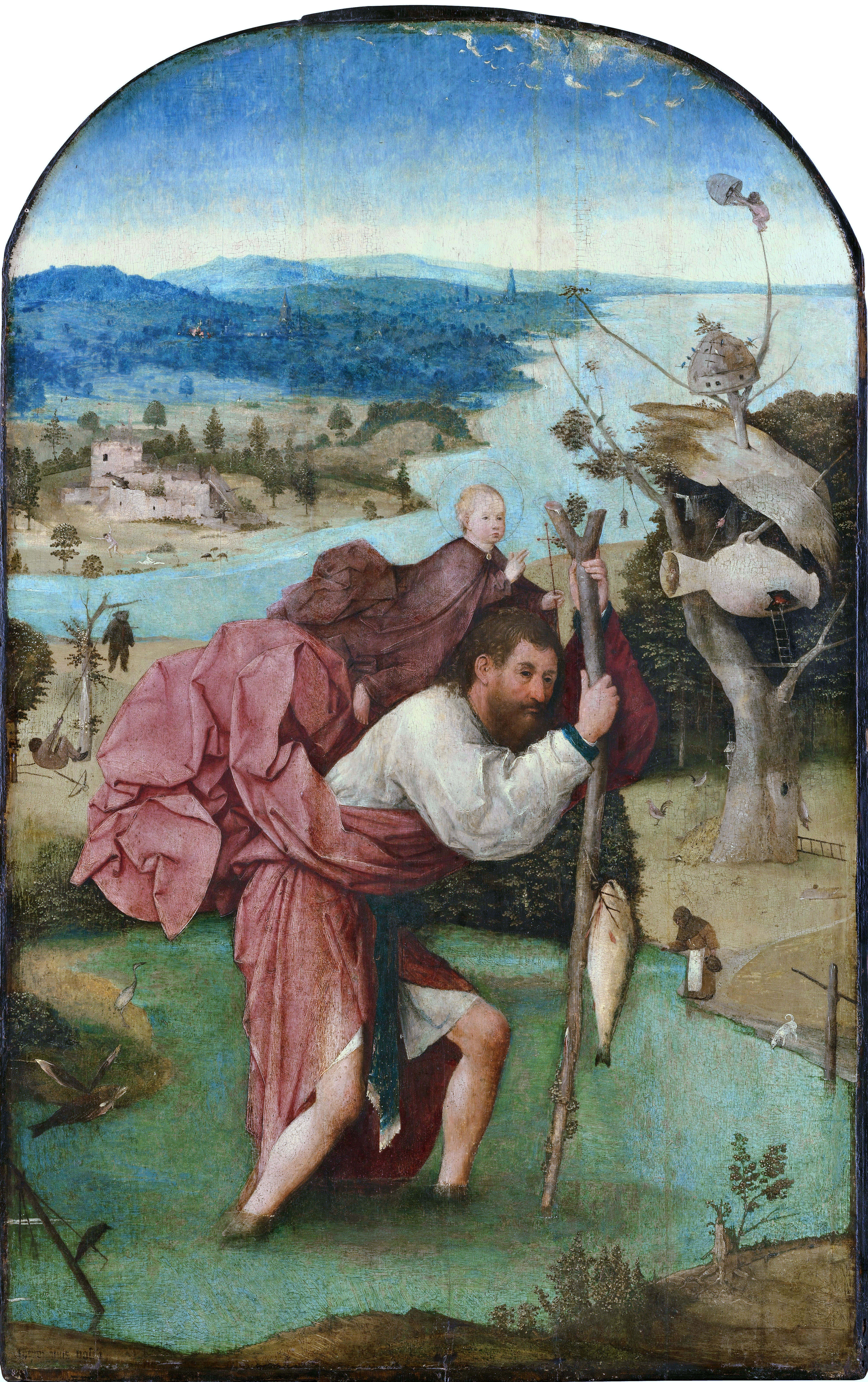
Pintura de Hieronymus Bosch, 1490-1505 (Rotterdam, Museum Boijmans Van Beuningen)
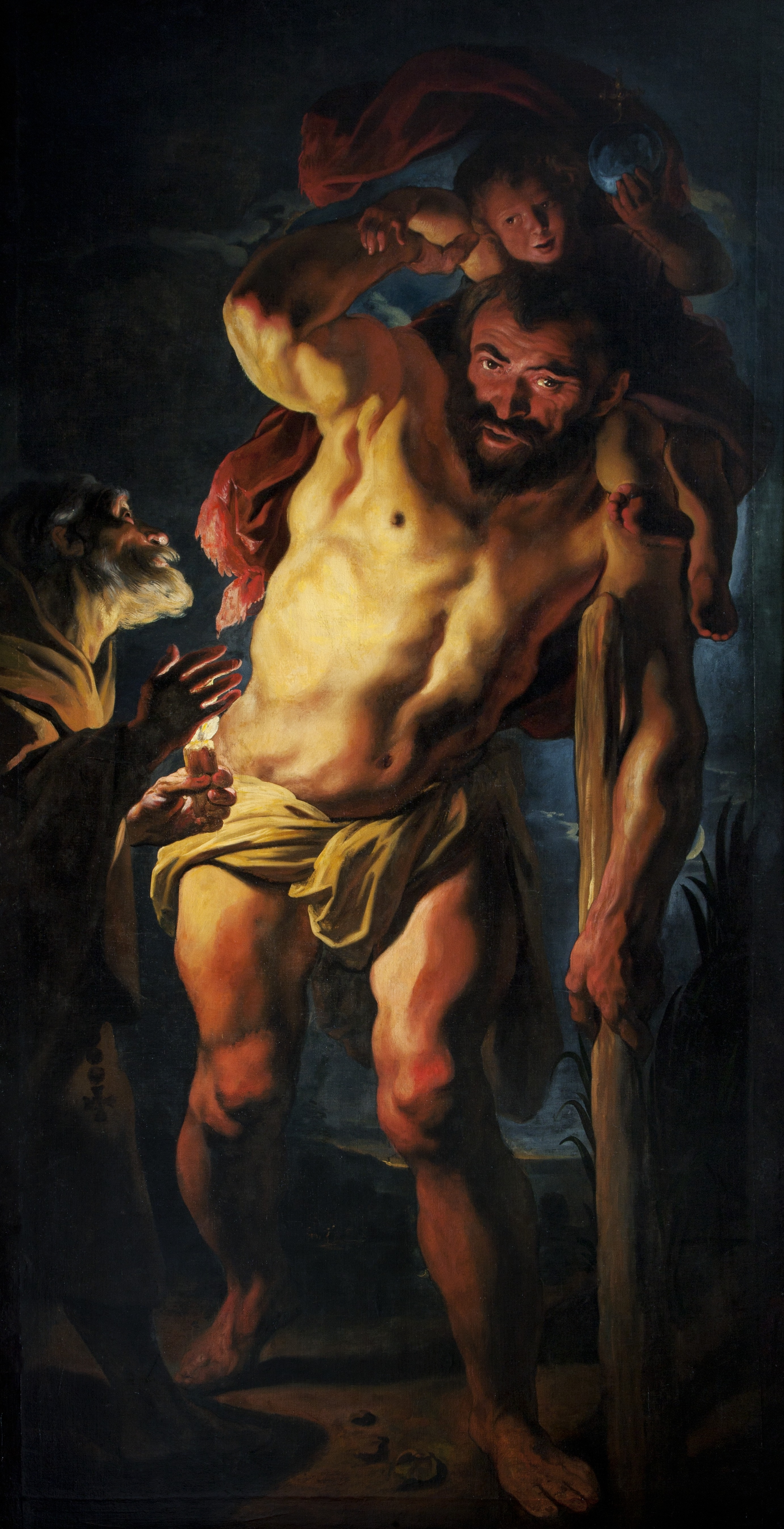
Pintura de Jacob Jordaens, 1625-1630 (Ulster Museum)
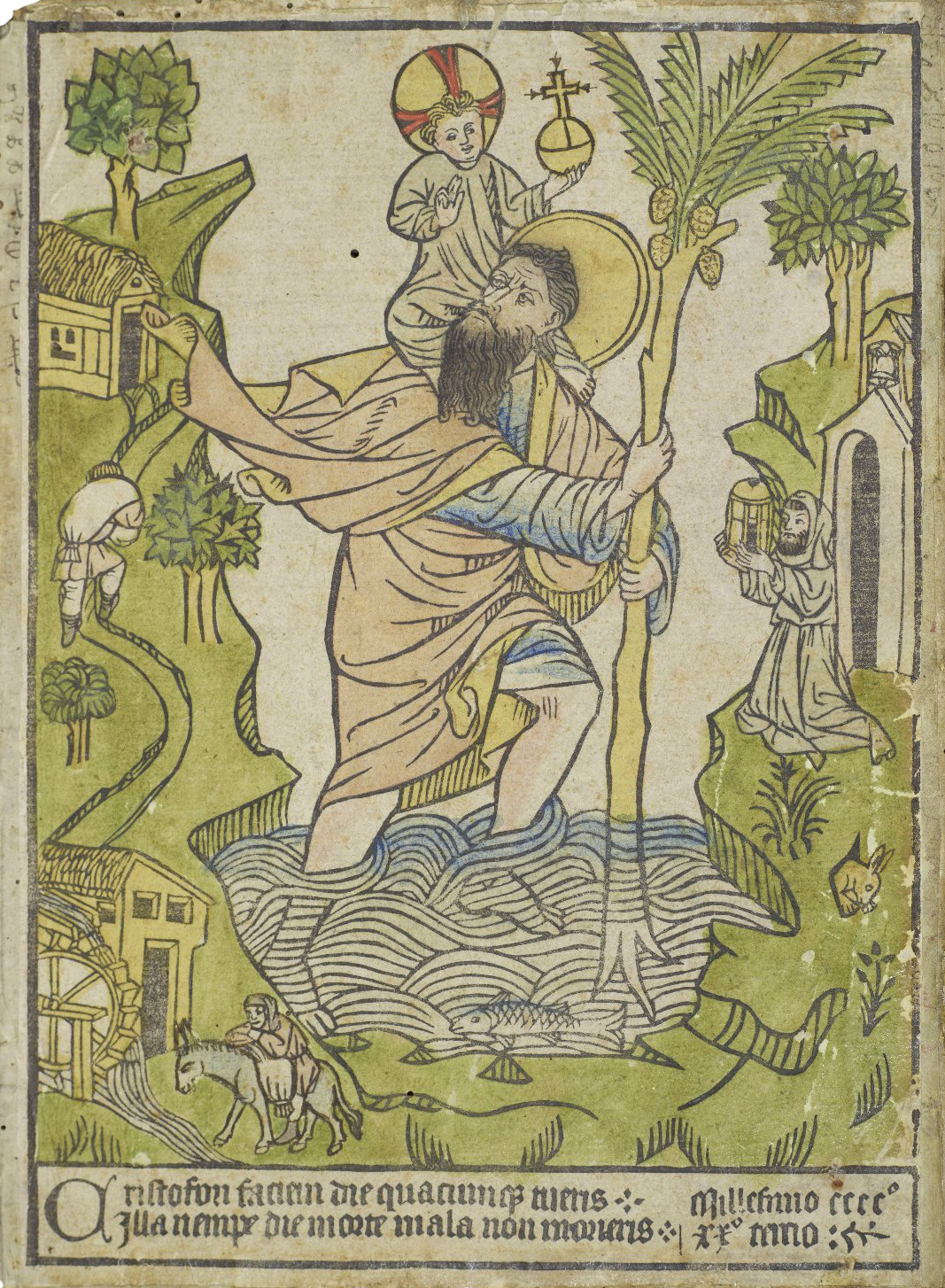
Xilografia, 1423

### Cinocèfala
Segons algunes tradicions, Rèprobe era antropòfag i tenia cap de gos. La representació com a sant cinocèfal (amb cap de gos) és habitual en les icones i pintures ortodoxes. S'interpreta com una adaptació del culte a Anubis, divinitat egípcia que transportava les ànimes dels difunts cap al regne dels morts. A més, la festivitat del sant era a la canícula, quan Sírius, estrella de la constel·lació del Ca Major, era més visible: coincidia aquest fet amb la celebració d'un "sant gos".
Les fonts gregues diuen que Cristòfor era del poble dels Marmaritae; com altres tribus africanes, les fonts els descriuen com gairebé infrahumans, anomenant-los sovint κυνοκηφαλοι, kunokefaloi o "cinocèfals". Algunes fonts van prendre el terme literalment, i nombroses icones ortodoxes representen Cristòfol amb cap de gos. Fonts llatines menys propenses a acceptar un relat semblant van traduir el terme per canineus, "caní"; s'estima que un error dels copistes va transformar açò en cananeus, donant origen a les confusions sobre el seu origen.

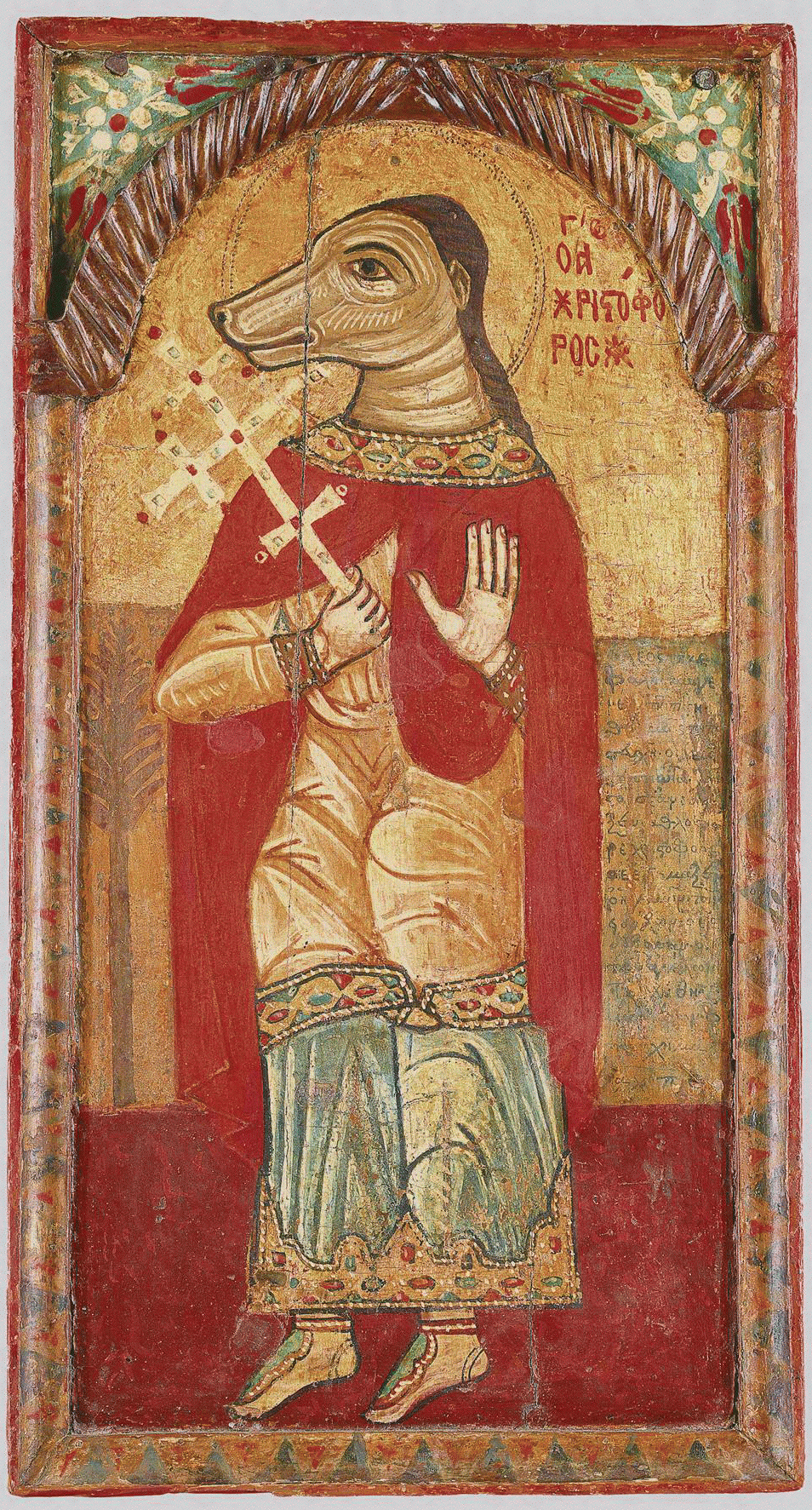
Icona de sant Cristòfol cinocèfal, note's el paregut amb déus egipcis
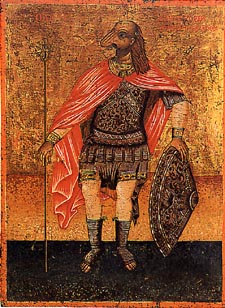
Icona oriental
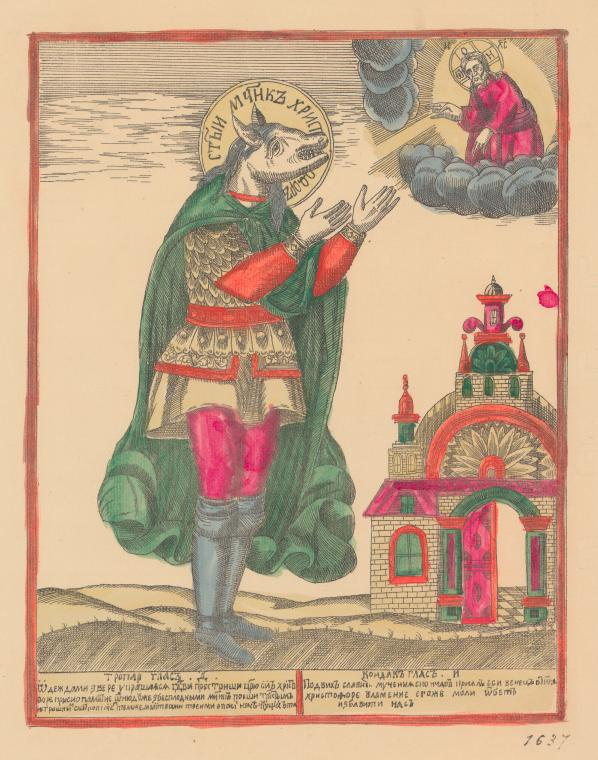
Estampa popular russa, s. XVIII
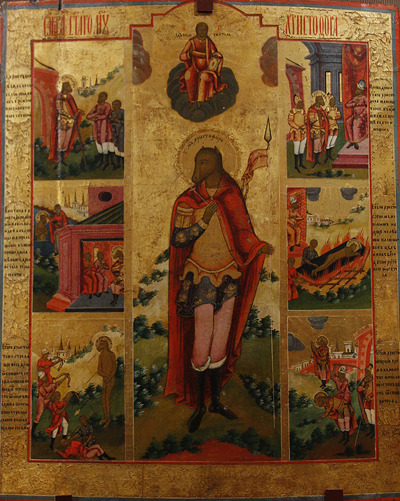
Icona russa amb la vida del sant, s. XIX

### Cananea
Offerus o Reprobus era un gegant cananeu que mesurava 2.3 metres i posseïa una fortalesa tremenda; es considerava tan fort que deia que només serviria en ser més poderós, al senyor del món, i va sortir a la recerca del seu amo. Va sentir que hi havia un monarca tan poderós que la seua sola menció feia estremir les persones i va pensar que l'hauria de servir; el va trobar i va esdevenir el seu servidor. El rei era malvat i despietat, i imposava la seua voluntat amb puny de ferro. Un dia, però, Ofero el va veure tremolant de por: el rei va dir que havia venut l'ànima al Dimoni i que el temia.
Decidix el gegant posar-se al servici del diable i va buscar un bruixot perquè li'l presentara. El bruixot va accedir a canvi d'alguns favors d'Offerus i van pujar a cavall per buscar-lo. De camí, van passar davant una creu de pedra i el bruixot va tremolar de por, ja que temia "qui va morir en la creu", Jesucrist. El gegant va preguntar al fetiller que si el dimoni temia també Jesús i el bruixot li va dir que el diable tremola només sentir-ne el nom. Llavors Ofero decidix servir tan poderós personatge. Hi ha versions que diuen que eixe fetiller és el dimoni disfressat.
Ofero comença a vagar i a preguntar a tothom com podria servir Jesús i ningú és capaç de contestar-li, fins que un ermità li diu: "Ací al costat hi ha un riu on solen morir molts dels qui intenten travessar-lo. Tens una estatura i força descomunal, perfectament podràs passar-los de vora a vora sobre els teus muscles. Hi trobaràs la persona que et donarà la resposta correcta". I efectivament, va començar a passar viatgers recolzat en una vara grossa i resistent, convertint-se en portador. Era tan bona persona que no negava a ningú el servei encara que no li poguera pagar.
Un dia creua el corrent carregant un xiquet i a mitjan camí es fa pesat com una càrrega de plom, i només a costa d'enormes esforços aconseguix arribar a la vora. Li pregunta Ofero: "Qui ets, xiquet, que em pesaves tant que pareixia que transportava el món sencer?" I el xiquet li diu: "Tens raó, pese més que el món sencer, perquè sóc el creador del món. Jo sóc Crist. Em buscaves i m'has trobat. Des d'ara et diràs Cristòfor, el portador de Crist. Quan ajudes algú a travessar el riu, m'ajudes a mi. Fixa en la terra eixe àrid tronc que et servix de bàcul, que demà el veuràs, no sols florit, sinó coronat de fruits". Efectivament, l'endemà al matí l'estaca seca plantada a terra s'havia transformat en palmera, amb incomptables fruits.
Cristòfor va rebre el baptisme de mans del patriarca Babilas a la basílica d'Antioquia: des de llavors, Cristòfor va portar Crist no només a les espatlles, sinó als llavis (quan predicava), al cor i a tot el cos (quan va ésser martiritzat). Va començar a predicar a Samos i a Lícia. En la seua prèdica, Cristòfol va realitzar nombrosos miracles. Fou empresonat pel Dagó, que el va fer martiritzar.

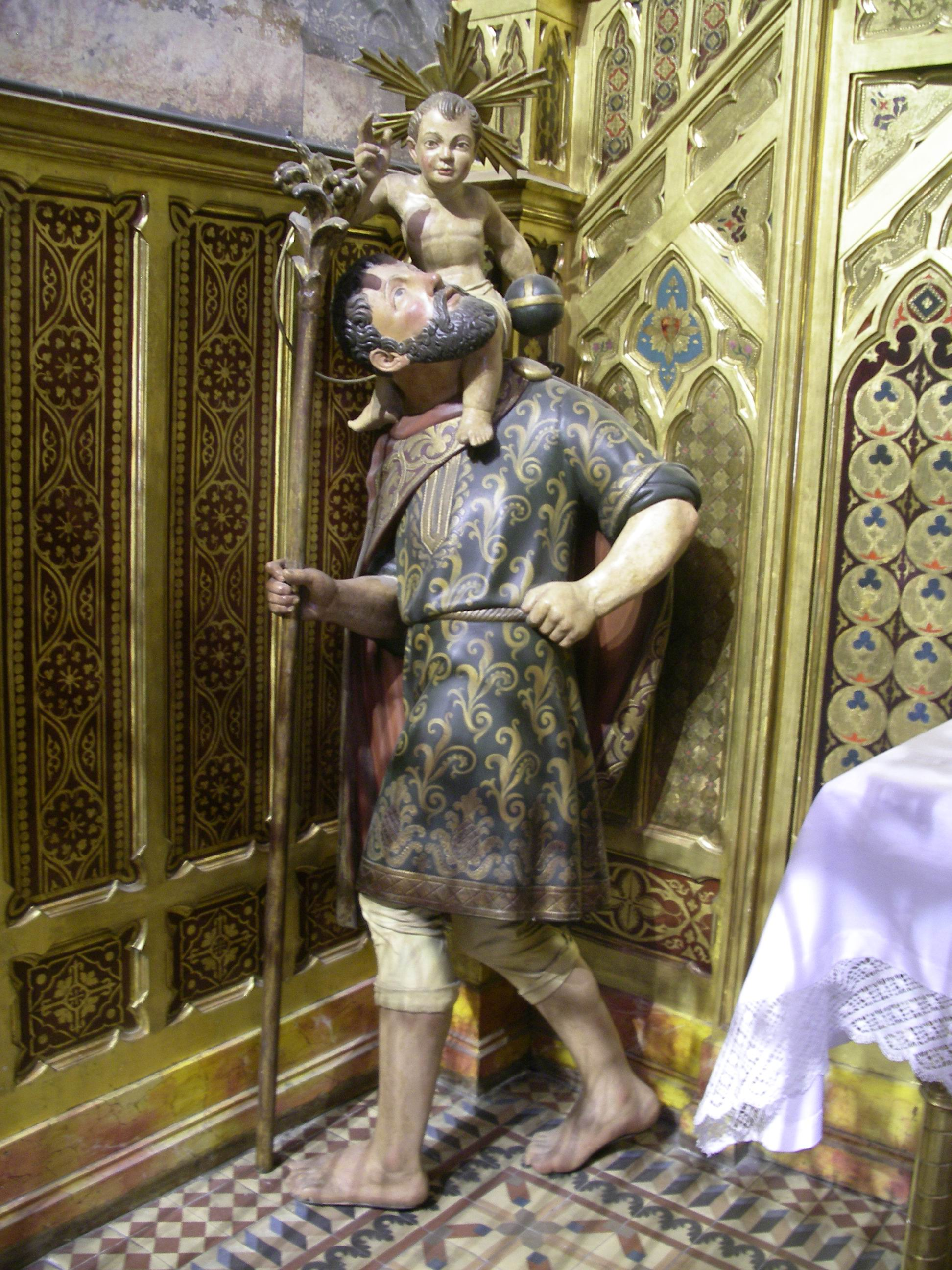
Talla, s. XVI (Barcelona, Sants Just i Pastor)
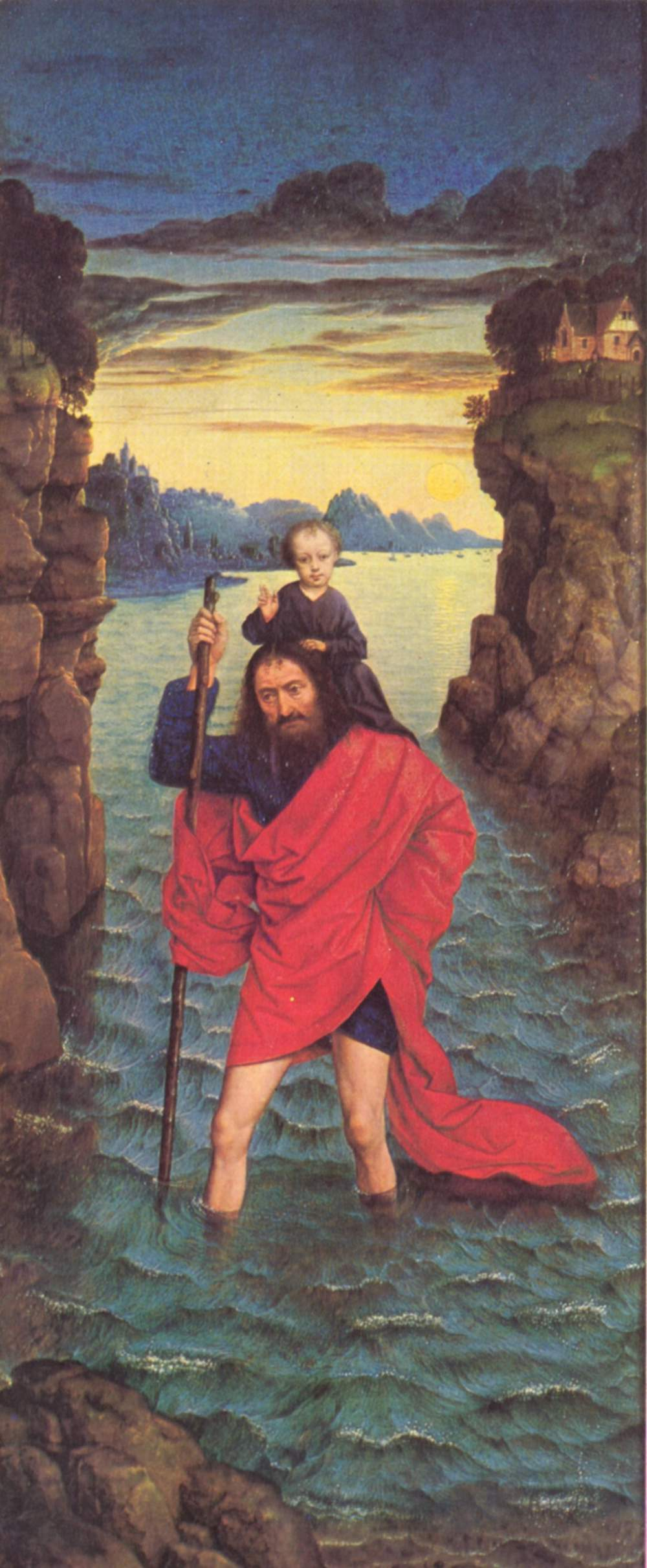
Pintura de Dieric Bouts, 1467-1468 (Múnic, Alte Pinakothek)
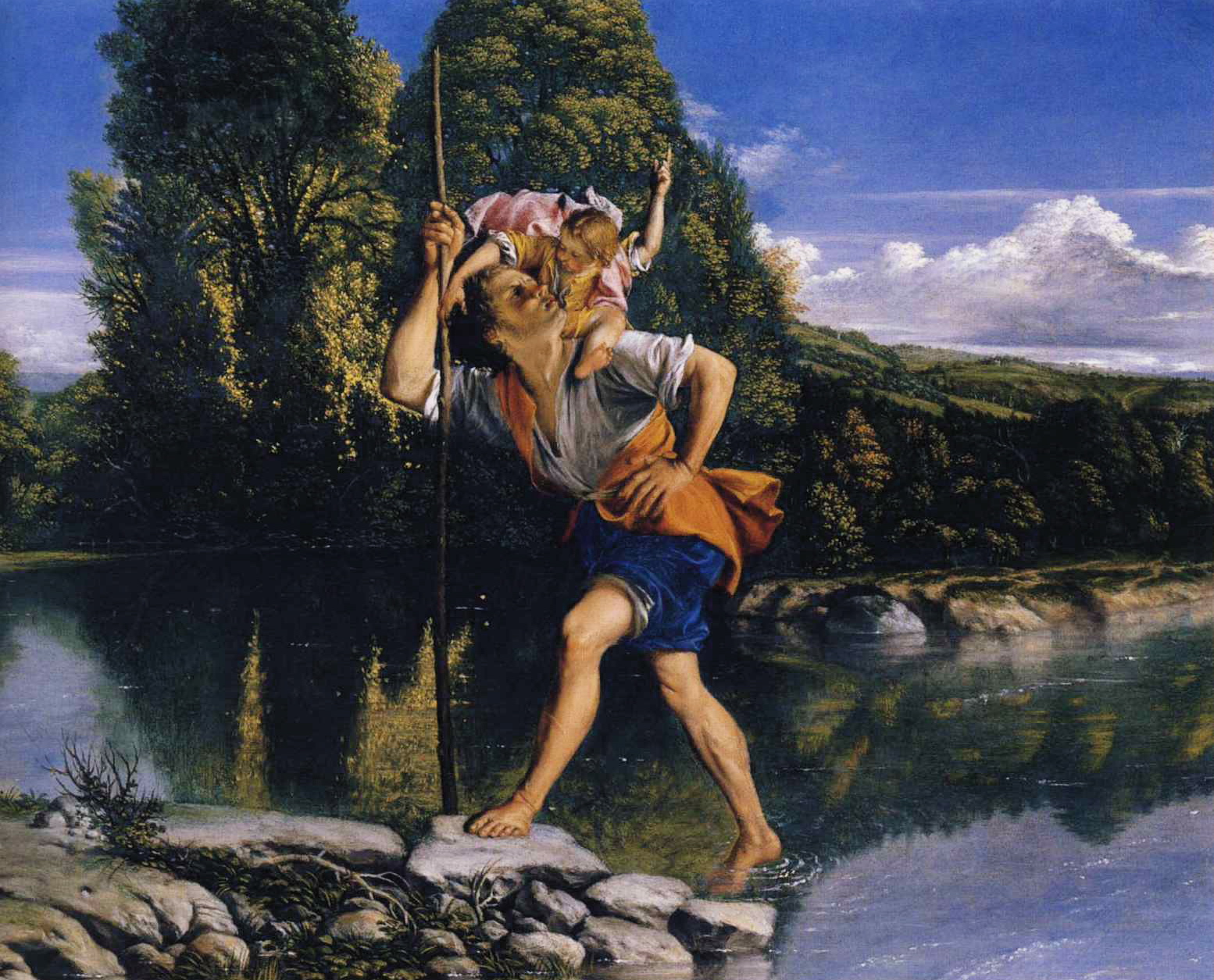
Pintura d'Orazio Gentileschi, s. XVII
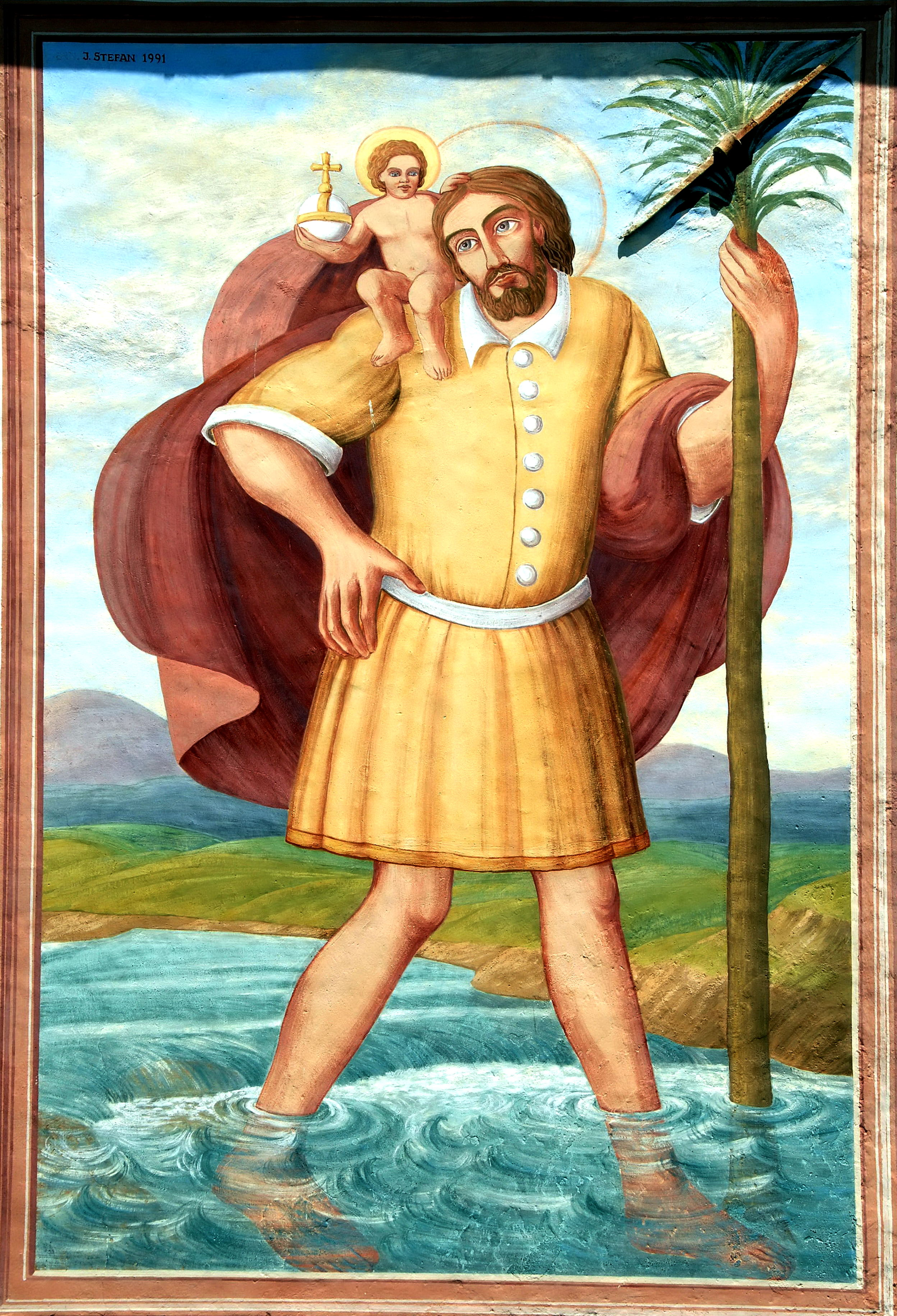
Fresc a la parròquia d'Abtei (Galítzia, Àustria)
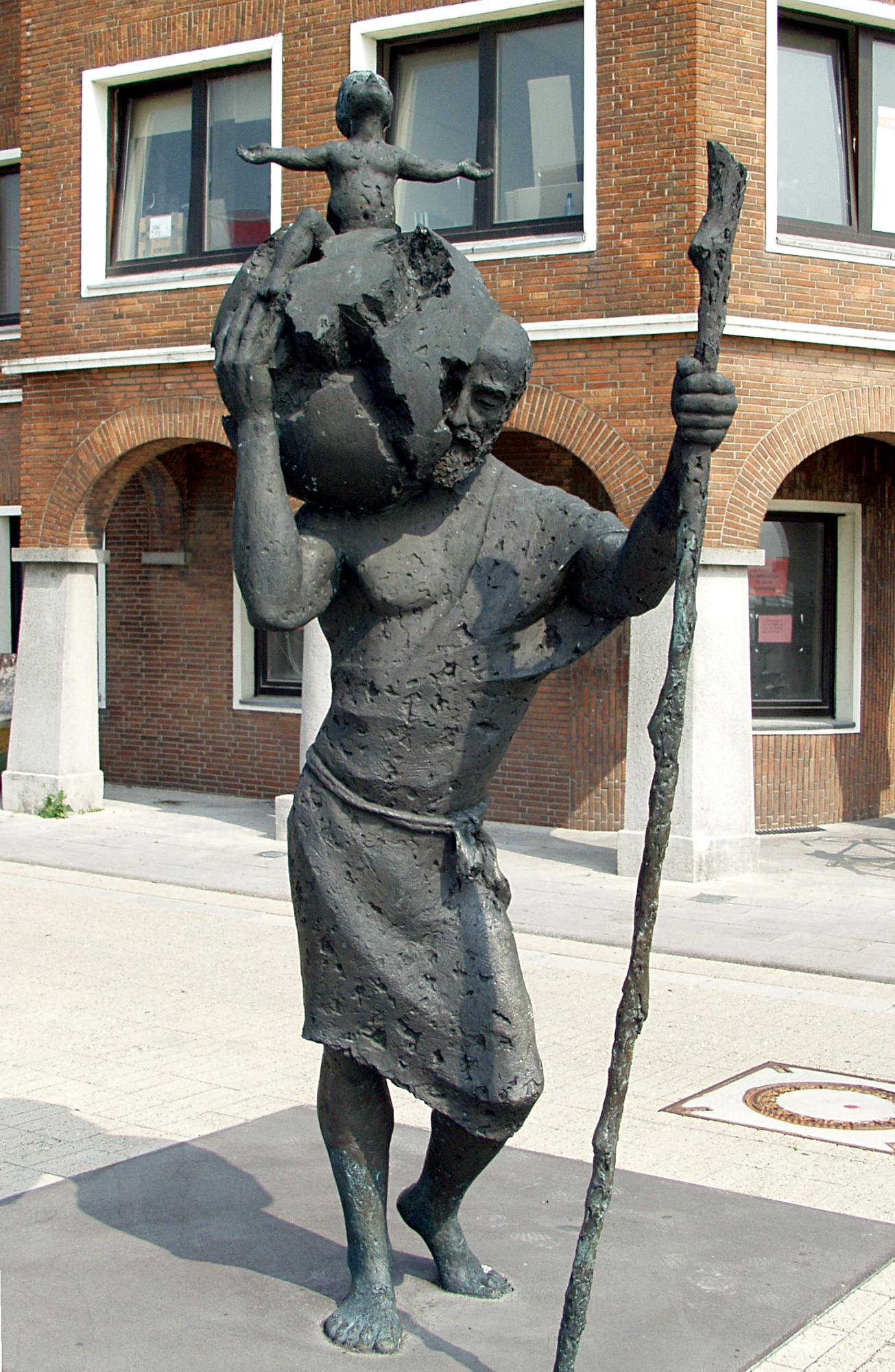
Escultura de Nikolaus Knupfer, 2007 (Emmerich am Rhein)

## Identificació històrica
David Woods, professor d'Història antiga a la University College de Cork (Irlanda), va publicar l'any 1999 un estudi basat en fonts documentals gregues, llatines, egípcies i en manuscrits etiòpics, on es manté la tesi que sant Cristòfor i Cristòfol, que en la documentació antiga figura amb els d'Offero, Adokumus, Relicto, Rebrebus o Reprebus, es pot identificar amb el màrtir sant Menna d'Egipte, la historicitat del qual no presenta dubtes, i que també va ser membre de les legions romanes i com sant Cristòfor va morir màrtir per proclamar la fe de Crist al principi del segle iv.
El nom grec Christóforos, o "portador de Crist", sembla més aviat un nom atorgat a títol honorífic, que prengué en el baptisme. Un element important dels textos grecs i llatins és la història de la captura de Cristòfor, que va ésser obligat a servir en una unitat militar anomenada als textos grecs Unitat Marmaritana. Els marmaritans eren un poble del nord de l'Àfrica, de la moderna Líbia. Segons C.Zuckerman, només hi havia una unitat romana amb el nom d'aquest poble en el seu títol, la Cohors Tertia Valeria Marmaritarum, que va servir a les províncies de Síria i de Síria Euphratensis, formada durant el regnat de Gai Valeri Dioclecià. El fet que Cristòfor fos martiritzat a Síria i que la Cohors Tertia Valeria Marmaritarum hagués servit a Síria, confirma que podria ésser la unitat on Cristòfor havia estat assignat i que el martiri no podia ser abans del 284, any en què Dioclecià fou nomenat emperador.
Un manuscrit etiòpic del s. XIV publicat fa poc comenta la formació de la Cohors Marmaritarum, quan el bisbe Pere d'Alexandria (300-311) va fer gestions i va redimir marmaritans que havien estat fets presoners durant la guerra. El document demostra que la guerra contra els marmaritans va ser posterior al 300, any del nomenament de Pere com a arquebisbe d'Alexandria. Per tant, com que les persecucions contra els cristians van ésser entre el 303 i el 311, el bisbe Pere hauria d'haver-los alliberat entre el 300 i el 302, i seria llavors quan Cristòfor hauria estat fet presoner i soldat de la cohort.
De l'anàlisi dels primers documents que expliquen el martiri de Cristòfor, es pot deduir que el temps transcorregut des del moment que va ser capturat fins a la seva mort, va ser relativament curt i que va ser precisament el baptisme la causa del seu martiri. D'acord amb els primers textos grecs (p. ex. BHG 310, ch.7), Cristòfor havia estat batejat pel bisbe Bàbiles d'Antioquia, martiritzat l'any 251, per la qual cosa el Martirologi jeronimià va situar erròniament la mort de Cristòfor l'any 250. En oposició a aquest text, la Passio llatina (BHL 1764, ch.7) assegura que Cristòfor va ser batejat pel prevere Pere, potser el bisbe Pere d'Alexandria, que havia estat absent de la seva seu d'Alexandria entre l'any 306 i el seu martiri, l'any 311. És raonable pensar que convertís membres de la Cohors Tertia Valeria Marmaritarum, entre els quals hi hauria Cristòfor, que hauria rebut el baptisme de mans seves en aquest període.

## Veneració
Al febrer de 1969, Pau VI va ordenar revisar el calendari litúrgic per a suprimir-ne les festivitats dels sants de l'existència dels quals no hi haguera proves. Junt amb Sant Jordi i altres sants, es va dictaminar l'abril del mateix any, l'eliminació de sant Cristòfol del santoral. Es va mantenir, però, el dret a la seua representació iconogràfica i veneració per raons històriques.
El culte a Cristòfor de Lícia és d'origen oriental, i ja consta una església dedicada a Bitínia al 452. Arriba a Occident després del segle v, passant de Constantinoble a Sicília (al segle vi hi ha un monestir amb el seu nom a Taormina) i d'allí a l'Europa occidental. Durant l'edat mitjana va ser un dels sants més venerats, tant en orient com en occident. La festa de sant Cristòfol en occident se celebra el 25 de juliol i a les esglésies ortodoxes i orientals el 9 de maig. La tradició hispana (com n'és un exemple Premià de Mar, que el té com a patró), però, el celebra el 10 de juliol (d'acord amb la tradició mossàrab) per a deixar lliure el 25 de juliol per a la festa de Sant Jaume el Major apòstol; a Cuba, la festa es desplaça, a l'Havana, al 16 de novembre, aniversari de la fundació de la ciutat.
Sant Cristòfol va ser venerat com un dels Catorze Sants Auxiliadors, especialment com a protector contra la pesta: això va fer que, durant l'Edat mitjana, a moltes esglésies europees es pintés un Sant Cristòfor de grans dimensions. Es conserven, per exemple, a la Catedral de Sevilla (obra de Mateo Pérez de Alesio, 1584) i a les catedrals de Múrcia i de Còrdova, on popularment se l'anomena San Cristobalón.
Per haver portat el Nen Jesús, se'l reconeix com a sant patró dels xòfers i conductors. Amb aquest motiu, al segle xx es va introduir el costum de beneir els cotxes el dia de sant Cristòfol (en una mena de transposició de la benedicció de les bèsties de tir per sant Antoni) o fins i tot de portar una petita imatge o una medalla del sant dins del cotxe, invocant la seva protecció. A Barcelona la benedicció d'automòbils per sant Cristòfol es va introduir l'any 1907 al mateix temps que es creava el Montepio de conductors de Sant Cristòfol.
Fins a la seua supressió, sant Cristòfol era patró dels viatgers, els arquers, els xofers, els solters, els barquers, els conductors d'autobús i de taxi, els venedors de fruita, els mariners, els mossos de corda, els aiguaders, les tempestes, la pedra, els afectats de mal de queixal i la ciutat de Rab, en l'actual Croàcia.
Alguns historiadors han suggerit que les restes del sant van ésser portades a Alexandria, on van ésser confoses amb les del màrtir Menna d'Alexandria. La tradició vol que unes relíquies del sant puguin ésser a la catedral de Morelia (Mèxic), on arribaren com a obsequi de la Santa Seu per la inauguració de la diòcesi en el segle xvi. Erasme de Rotterdam va criticar el seu culte en la seua obra Elogi de la follia (Moriae Encomium). Igualment, el sant té un paper important en la santeria, sent la representació d'Agaiú.

## Festivitat als Països Catalans
La Festa de Sant Cristòfor se celebra al Principat de Catalunya, a Mallorca i al País Valencià amb una tradicional benedicció dels vehicles, ja que popularment és considerat patró dels conductors.
A la ciutat de Mallorca, Sant Cristòfol era venerat a tres punts diferents: en una capelleta (avui en dia desapareguda) al carrer dels Paraires, fent cap de cantó amb el carrer de les Minyones; a l'antiga capella de Sant Cristòfol de la Bosseria, situada en una illeta avui enderrocada a l'encreuament entre el carrer del Sindicat i el de la Bosseria; i a la barriada de la Calatrava, de la qual és patró i hi té un altar dedicat dins l'església de Santa Fe; també recorda el sant una rajoleta en el nombre 8 del carrer Major de la Calatrava. A la capella de Sant Cristòfol de la Bosseria s'hi digué missa tots els dies de precepte fins a l'any 1774, quan el bisbe la hi prohibí segons sembla per causa del fet que molts de veïns oïen la missa de casa seva estant, d'on es veia l'altar de la capella; de llavors ençà, només el dia de Sant Cristòfol s'hi deia missa. A mitjan segle xix la capella fou venuda a un particular i substituïda per habitatges. La illeta fou enderrocada finalment el 1902 i actualment forma una petita plaça sense nom oficial entre els carrers del Sindicat i de la Bosseria.

## Representacions artístiques
En la llegenda de Cristòfor s'han basat algunes obres literàries i musicals, com La légende de Saint-Christophe, drama sacre (òpera) en tres actes amb llibret i música de Vincent d'Indy; escrita el 1908-1915, s'estrenà a l'Opéra de París el 1920.
La seva representació plàstica, en pintura o escultura, el caracteritza com un gegant, o gairebé, amb els peus submergits en l'aigua, un bastó que a vegades sembla com una palmera i carregant el Nen Jesús sobre les espatlles. D'aquesta manera es fa explícit visualment el significat del seu nomː el que porta a Cristː
Obresː
- Taules pintades sobre fusta, del segle xiii, amb escenes de la vida de sant Cristòfol (Museu d'Art Jacint Rigau, Perpinyà)
- Frontal d'altar de Sant Cristòfol, possiblement procedent de Toses i atribuït al Mestre de Soriguerola (Inicis del segle xiv, MNAC)[11]
- Retaule dedicat a sant Cristòfol, de finals del segle xv, procedent de l'església de l'Assumpció de Santa Liestra (Museu de Lleida)
- Taula de Sant Cristòfol procedent de la capella de Sant Cristòfol de Girona, atribuïda a Gabriel Pou (1504. Museu d'art de Girona)
- Pintura a l'oli sobre tela de Miquel Bestard, procedent de l'església de la Santa Fe de Palma, segle xvii, Museu d'Art Sacre de Mallorca